# TT330
TT330 (Theban Tomb 330) è la sigla che identifica una delle Tombe dei Nobili ubicate nell'area della cosiddetta Necropoli Tebana, sulla sponda occidentale del Nilo dinanzi alla città di Luxor, in Egitto. Destinata a sepolture di nobili e funzionari connessi alle case regnanti, specie del Nuovo Regno, l'area venne sfruttata, come necropoli, fin dall'Antico Regno e, successivamente, sino al periodo Saitico (con la XXVI dinastia) e Tolemaico.

## Titolare
TT330 era la tomba di:
| Titolare | Titolo                       | Necropoli      | Dinastia/Periodo | Note |
| -------- | ---------------------------- | -------------- | ---------------- | ---- |
| Karo     | Servo del Luogo della Verità | Deir el-Medina | XIX dinastia     |      |

## Biografia

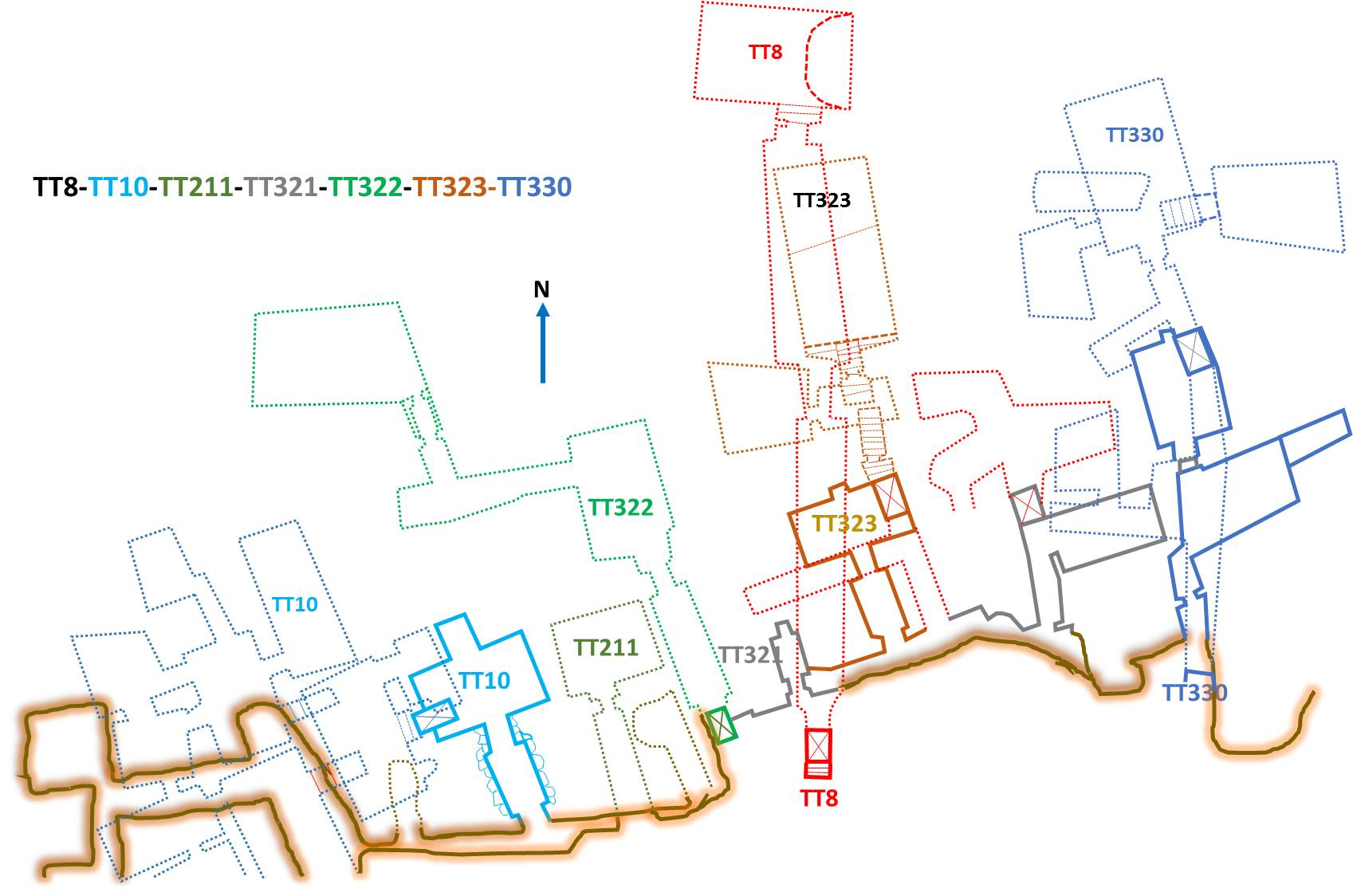
Planimetria schematica della concentrazione e sovrapposizione delle tombe TT8-10-211-321-322-323-330

Genitori di Karo furono Simut e Pashedu; il nome della moglie era Takha

## La tomba
TT330 è ubicata in un'area complessa in cui trovano luogo, e si sovrappongono, diverse sepolture. Da una cappella superiore, in cui si trovano gli unici rilievi leggibili, si accede, per il tramite di un pozzo verticale all'appartamento sotterraneo, costituito da più locali, tra cui la camera funeraria. Sulle pareti della cappella: il defunto e la moglie in presenza di Osiride (1 in planimetria) e, su tre registri sovrapposti (2), il defunto e la moglie in presenza di Anubi; il defunto che offre libagioni ai genitori; parenti dinanzi al defunto a ad altri familiari. Proviene da questa tomba una stele, e frammenti di stele , con il defunto in presenza di cinque divinità; il padre in presenza di Osiride e Anubi seduti e il defunto da solo.

### Annotazioni
1. ↑  La numerazione dei locali e delle pareti segue quella di Porter e Moss 1927, p. 382.
2. ↑  La prima numerazione delle tombe, dalla numero 1 alla 252, risale al 1913 con l'edizione del "Topographical Catalogue of the Private Tombs of Thebes" di Alan Gardiner e Arthur Weigall. Le tombe erano numerate in ordine di scoperta e non geografico; ugualmente in ordine cronologico di scoperta sono le tombe dalla 253 in poi.
3. ↑  I campi della Duat, ovvero l'aldilà egizio, si trovavano, secondo le credenze, proprio sulla riva occidentale del grande fiume.
4. ↑  Nella sua epoca di utilizzo, l'area era nota come "Quella di fronte al suo Signore" (con riferimento alla riva orientale, dove si trovavano le strutture dei Palazzi di residenza dei re e i templi dei principali dei) o, più semplicemente, "Occidente di Tebe".
5. ↑  le Tombe dei Nobili, benché raggruppate in un'unica area, sono di fatto distribuite su più necropoli distinte.
6. ↑  Le note, sovente di inquadramento topografico della tomba, sono tratte, fino alla TT252, dal "Topographical Catalogue" di Gardiner e Weigall, ed. 1913 e fanno perciò riferimento alla situazione dell'epoca.
7. ↑  Oggi al Museo egizio di Torino (cat. 1636-1931-1938).

### Fonti
1. ↑  Gardiner e Weigall 1913.
2. ↑  Donadoni 1999,  p. 115.
3. ↑  Porter e Moss 1927, p. 398.
4. 1 2  Porter e Moss 1927,  p. 398.